# Steropleurus pseudolus
Steropleurus pseudolus is een rechtvleugelig insect uit de familie van de sabelsprinkhanen (Tettigoniidae). De wetenschappelijke naam van deze soort is voor het eerst voorgesteld als Ephippiger pseudolus door Ignacio Bolívar in een publicatie uit 1878.
Deze soort komt voor in Portugal en Zuidwest-Spanje.